# ジル・アイケンベリー
ジル・アイケンベリー（Jill Susan Eikenberry、1947年1月21日 - ）は、アメリカ合衆国の女優。
コネチカット州ニューヘイヴン出身。バーナード・カレッジ2年時にイェール大学デイヴィッド・ゲフィン演劇学校に編入し、1970年に卒業。
主にテレビドラマを中心に出演、1986年から1994年まで『L.A.ロー 七人の弁護士』にアン・ケルシー弁護士役でレギュラー出演、ゴールデングローブ賞に4回、プライムタイム・エミー賞に5回ノミネートされ、1989年の第46回ゴールデングローブ賞で主演女優賞（ドラマ部門）を受賞するなど高い評価を受ける。

## 主な出演作品

### 映画
- スラップ・シュート The Deadliest Season (1977) テレビ映画、テレビ放映タイトル『アイスホッケー殺人事件』
- 結婚しない女 An Unmarried Woman (1978)
- 新・明日に向って撃て! Butch and Sundance: The Early Days (1979)
- 無邪気な子供たち Rich Kids (1979)
- アドベンチャー・トレイン/大草原を突っ走れ! 夢と希望のアメリカ横断 Orphan Train (1979) テレビ映画
- 白銀に賭ける恋 Swan Song (1980) テレビ映画
- ミスター・アーサー Arthur (1981)
- マンハッタン・プロジェクト The Manhattan Project (1986)
- カリフォルニア・ジャスティス L.A. Law (1986) テレビ映画
- 惑乱する女 Dare to Love (1995) テレビ映画
- 過去をえぐる女 My Very Best Friend (1996) テレビ映画
- L.A.ロー 帰ってきた七人の弁護士 L.A. Law: The Movie (2002) テレビ映画
- 恋の終わりの始め方 Suburban Girl (2007)
- Something Borrowed/幸せのジンクス Something Borrowed (2011)
- ヤング≒アダルト Young Adult (2011)

### テレビドラマ
- ヒルストリート・ブルース Hill Street Blues (1984)
- ケインとアベル/愛と野望に燃える日々 Kane and Abel (1985) ミニシリーズ
- L.A.ロー 七人の弁護士 L.A. Law (1986-1994)
- ミッキーマウス60周年記念 Mickey's 60th Birthday (1988)
- 都合の悪い女/ジェラシー・ゲーム An Inconvenient Woman (1991) ミニシリーズ
- トレイシー・ウルマン・テイクス・オン・ニューヨーク Tracey Ullman Takes On New York (1993)
- ぎゃあ!!!リアル・モンスターズ Aaahh!!! Real Monsters (1995) テレビアニメ、声の出演
- バットマン・ザ・フューチャー Batman of the Future/Batman Beyond (1999) テレビアニメ、声の出演
- ダナ&ルー/リッテンハウス女性クリニック Strong Medicine (2000)
- NUMBERS 天才数学者の事件ファイル Numb3rs (2008)
- ロー&オーダー Law & Order (2009)
- ボディ・オブ・プルーフ 死体の証言 Body of Proof (2011)
- グッド・ファイト The Good Fight (2021)
- L.A. Law (2022)[5][6]